# La seconda notte
La seconda notte è un film del 1986 diretto da Nino Bizzarri.
La pellicola segna il debutto cinematografico di Margherita Buy.

## Riconoscimenti
- 1987 - Globo d'oro
  - Miglior attrice rivelazione a Margherita Buy